# Dissolvenza in nero
Dissolvenza in nero (LaBrava) è un romanzo noir dello scrittore statunitense Elmore Leonard pubblicato nel 1983.
L'opera ha vinto nel 1984 l'Edgar Award per la categoria "miglior romanzo".

## Trama
(Elmore Leonard, Dissolvenza in nero)
Joe LaBrava era un agente segreto, bravo nell'infiltrarsi nelle organizzazioni malavitose, ma più spesso parcheggiato a fare la guardia del corpo a personalità famose. Scoperta la passione per la fotografia durante i frequenti pedinamenti, cambia vita e si trasferisce in uno dei decadenti alberghi di Miami Beach, il Della Robbia, per coltivare la sua arte. Un giorno accompagna l'amico e suo mecenate, Maurice Zola, un attempato ex allibratore e proprietario del Della Robbia, a "recuperare" una sua amica, fermata dalla polizia in stato confusionale e affidata a un centro di assistenza. Mentre Maurice recupera l'amica, Jean Shaw, un uomo cerca di introdursi con la forza nell'istituto per portare via la donna. LaBrava interviene in aiuto della coordinatrice, Jill Wilkinson, minacciata dall'energumeno, atterrandolo e mettendolo fuori combattimento. La donna è un'ex stella del cinema, abbastanza nota nel passato per le sue parti da comprimaria, vecchia amica di Maurice che le offre asilo nel suo albergo. LaBrava è attratto dalla donna, più anziana di lui, avendola ammirata da adolescente sul grande schermo; anche Jean Shaw è attratta dall'uomo e tra i due inizia una relazione.
Jean Shaw confida a Maurice di essere stata arrestata perché trovata in stato confusionale dopo essere stata pesantemente importunata dalla guardia giurata del suo complesso residenziale, Richard Nobles, che da tempo la stava infastidendo. Nel frattempo Richard Nobles, un energumeno incline all'ira, pur sapendo che l'ex attrice non ha disponibilità economiche, decide comunque di minacciarla di morte per estorcerle del denaro che Jean Shaw potrebbe reperire vendendo il suo appartamento. Per fare ciò chiede a Cundo Rey, profugo cubano e suo complice in altri affari loschi, di introdursi nel centro di assistenza per scoprire dai registri dove Jean Shaw sia stata portata. Cundo Rey riesce a sapere che Maurice ha portato la donna al Della Robbia e riesce a sottrarre, inoltre, le chiavi di casa di Jill Wilkinson. Nobles si introduce in casa della Wilkinson e picchiandola e tentando di stuprarla, cerca di avere informazioni su LaBrava, l'uomo che lo ha umiliato. Inoltre Nobles invia Cundo Rey a fracassare i vetri della macchina di Jean Shaw, lasciandole sul sedile una lettera minatoria scritta con una macchina da scrivere.
LaBrava intuisce che il ricattatore è lo stesso che ha tentato di introdursi nel centro di assistenza e, vedendolo di frequente vicino al Della Robbia, inizia a pedinarlo scattandogli foto di nascosto, scoprendo così che lui e Cundo Rey stanno taglieggiando i commercianti della zona. LaBrava diffonde le foto di Richard Nobles tra gli esercizi commerciali di South Miami per rovinare i piani dei due taglieggiatori e, mostrando le foto scattate al poliziotto Buck Torres, un suo vecchio ex collega ed amico, viene a sapere che Richard Nobles era stato un collaboratore della polizia che non aveva avuto scrupoli a denunciare alcuni suoi amici per distillazione clandestina e dei cugini per spaccio di hashish, facendo condannare questi ultimi a trent'anni anni di reclusione. Per tentare di liberarsi del ricattatore, LaBrava rintraccia il padre di uno dei due ragazzi fatti arrestare da Nobles, Miney Combs, rivelandogli dove egli si trovi, sperando che questi si vendichi del tradimento: tuttavia Cundo Rey intercetta Miney e attirandolo al molo di Miami con un sotterfugio, lo uccide con due colpi di pistola e getta il cadavere in mare.
La polizia ritrova presto il corpo di Miney ma non vi sono prove del coinvolgimento di Nobles o di Cundo Rey nell'omicidio. Buck Torres si rivolge all'FBI per un aiuto nelle indagini quando Jean Shaw riceve una richiesta di 600.000 dollari per non essere uccisa. La cifra è esattamente il valore dell'appartamento e Maurice si offre di prestarle la cifra nella certezza che la polizia, durante lo scambio, arresti il ricattatore e recuperi il denaro. Nel frattempo LaBrava ha saputo che Jill Wilkinson è stata malmenata e dopo aver dato appuntamento a Nobles, viene aggredito da questi. Durante la colluttazione il malvivente ha la peggio e finisce con un braccio fratturato. LaBrava inizia ad avere dubbi sulla vicenda e, ritenendo Nobles e  Cundo Rey due balordi, incapaci di organizzare da soli l'estorsione, sospetta che dietro di loro vi sia un altro complice, la vera "mente" del piano. Il denaro viene raccolto e Jean Shaw, seguendo le istruzioni del ricattatore, si incammina con l'auto verso il luogo della consegna, scortata a distanza dalla polizia e dall'FBI. Tuttavia durante il tragitto, inaspettatamente, la donna si allontana dal percorso concordato e sotto un cavalcavia viene raggiunta da Cundo Rey che le sottrae la busta con il denaro, dileguandosi.
LaBrava ha iniziato a frequentare un'altra ospite dell'albergo, la giovane Franny Kaufman, con la quale ha una relazione e che è entrata in confidenza con l'ex attrice e con la quale ha avuto modo di rivedere alcuni suoi vecchi film. LaBrava chiacchierando con Franny, si rende conto che vi sono analogie tra la trama di uno dei film interpretati da Jean Shaw e il piano dei ricattatori. In effetti il piano è stato organizzato dalla donna che ha chiesto aiuto a Nobles, dirigendolo come un burattino. Per la scrittura dei due messaggi minatori, era stata utilizzata una macchina da scrivere della stessa Jean Shaw che Nobles avrebbe dovuto distruggere subito dopo ma che ha invece ha affidato, a sua volta, a Cundo Rey che dimenticato di liberarsene. Anche l'FBI ha iniziato ad avere sospetti sulla donna, ritenendo poco credibili le giustificazioni da lei addotte per aver cambiato percorso durante la consegna del denaro ai malviventi.
Jean Shaw raggiunge Nobles nel suo nascondiglio, in una catapecchia in campagna, lo uccide e recupera il bottino. Cundo Rey, realizzando di essere stato tradito dalla donna e sicuro di non poter ricevere la parte del bottino pattuita, telefona all'ex attrice minacciandola di consegnare la macchina da scrivere, prova del suo coinvolgimento nella finta estorsione, alla polizia. Jean Shaw sopraffatta dal precipitare degli eventi, confessa a LaBrava la macchinazione. L'uomo, pur conscio della colpevolezza della donna, vuole ancora proteggerla e si offre di recarsi lui stesso dal cubano con il bottino per farlo ragionare. Durante il confronto con Cundo Rey, LaBrava è costretto ad ucciderlo per legittima difesa e, recuperato il denaro, avvisa la polizia con una telefonata anonima. Jean Shaw esce pulita dalla vicenda, restituisce il denaro, suo kalgrado, a Maurice che, innamorato, le chiede di sposarlo. LaBrava, per stima dell'amico non rivela il piano della donna. LaBrava e Franny, continuano la relazione.

## Opere derivate
Nel novembre del 1985 si pensò di realizzare un film tratto dal romanzo di Leonard, il cui protagonista avrebbe dovuto essere Dustin Hoffman; nel 1999 Buck Henry iniziò a scriverne la sceneggiatura ma il film non fu mai realizzato.

## Personaggi
Joseph "Joe" LaBravaTrentottenne, ex agente dei servizi segreti statunitensi ed ex funzionario del fisco. Ha abbandonato le precedenti attività per dedicarsi alla fotografia, con buoni risultati artistici.
Maurice ZolaAttempato ex allibratore, e proprietario dell'albergo Della Robbia, nel quale risiede LaBrava, e del quale è amico.
Jean ShawCinquantenne, ex stella del cinema, amica di lunga data di Maurice Zola che la sta aiutando economicamente. Ha una relazione con LaBrava che, quando era adolescente, si era invaghito dell'attrice.
Richard NoblesTrentacinquenne, culturista, muscoloso, violento ex guardia giurata.
Cundo ReyProfugo cubano, complice di Richard Nobles.
Hector "Buck" TorresQuarantatreenne investigatore di polizia di Miami Beach e amico di LaBrava. ha preso in carico le indagini sull'estorsione ai danni di Jean Shaw.
McCormickAgente operativo dell'FBI, incaricato di collaborare con Torres nel caso di estorsione.
Jill WilkinsonCoordinatrice e responsabile di un centro di assistenza per disagiati, malmenata da Richard Nobles.
Franny KaufmanUna ragazza che alloggia nel Della Robbia. Vende prodotti di bellezza alle attempate ospiti dell'albergo e scopre, dopo aver frequentato LaBrava, con il quale inizia una relazione, di avere talento come pittrice.
Joe StellaIl proprietario dell'agenzia di vigilanza in cui lavorava Richard Nobles.
Miney CombsZio di Richard Nobles e padre del ragazzo che l'uomo ha denunciato alla polizia per spaccio di marijuana e condannato a trent'anni di reclusione. Viene ucciso da Cundo Rey.

## Edizioni
- (EN) Elmore Leonard, LaBrava, 1ª ed., New York, Arbor House, 1983.
- (DE) Elmore Leonard, LaBrava, 1ª ed., Monaco di Baviera, Heyne, 1986, ISBN 978-3-453-02222-5.
- Elmore Leonard, Dissolvenza in nero, Sperling & Kupfer, 1989, ISBN 9788820008789.
- (ES) Elmore Leonard, Joe LaBrava, traduzione di Saurí Riambau, Ediciones B, 1997, ISBN 9788440680594.